# Genotropis clara
Genotropis clara là một loài tò vò trong họ Ichneumonidae.